# Różewo (West-Pommeren)
Różewo is een dorp in de Poolse woiwodschap West-Pommeren. De plaats maakt deel uit van de gemeente Wałcz en telt 950 inwoners.